# 科爾高原
科爾高原（英語：Kohl Plateau），是南極洲的高原，位於南喬治亞島南部，處於凱爾豪冰川和紐梅耶冰川源頭附近，海拔高度超過760米，現時由英國海外領土管轄。